# りっく☆じあ〜す
『りっく☆じあ～す』は、株式会社ズーが開発し開発し2016年2月24日に日本でリリースしたスマートフォン/PC用。美少女擬人化ゲーム・育成シミュレーションゲームである。

## 概要
本ゲームは、美少女擬人化ゲームの一種であり、擬人化の対象は陸上自衛隊の装備と駐屯地（分屯地）である。
10式戦車、60式自走106mm無反動砲といった陸上自衛隊の歴代装備を擬人化した「武器娘」と、日本全国約160か所の駐屯地、分屯地の1個小隊を擬人化した「駐屯地娘」が登場し、「武器娘」と「駐屯地娘」を合わせて「陸自娘（りくむす）」と呼称している。日本以外の軍隊と比較した場合、陸上自衛隊の正面装備は多いとは言えないが、ここに「駐屯地娘」を加えたのがアイデアと言えよう。

## ゲームの設定
西暦20XX年、日本列島を地殻変動が突然襲い、列島各地の火山が一斉に噴火し、謎の知的生命体「マグマ軍」が現れる。マグマ軍は人類よりもはるかに長い歴史を持ち、地底から人類を監視し続けていたが、人類文明が地下資源を採取し始めたことを「侵略」ととらえて、人類制圧に乗り出した。火山国であり、マグマ軍の出入口が多かった日本は瞬く間に制圧されてしまった。
マグマ軍は人類の軍備と戦術をコピーしており、なぜか旧ソ連軍の装備が多い。また、マグマ軍も女性の姿をしている。

## ゲームシステム
ターン制ストラテジーであり、ヘクスマップ上でユニットの移動と攻撃を敵味方、交互に繰り返す。
勝利条件は、敵部隊の殲滅、敵の隊長ユニットの大破もしくは撃破、敵拠点の耐久値を0にするといったものがある。また、勝敗がつかないまま20ターンが経過した場合は、戦力ゲージが多いほうの勝ちとなる。
なお、ユニットがダメージを受けた場合は、陸自娘もマグマ軍も着ている服が破れていく。

## キャラクター

### 陸自娘

#### 駐屯地娘
第1師団
市ヶ谷愛、練馬結歌、三宿比奈乃、立川成美
北富士彩恵、板妻木乃、駒門麗香、富士御幸、滝ヶ原珠洲那
朝霞美月、大宮氷乃
座間仁菜、武山環子
木更津茜、木更津葵、松戸歌月、習志野飛音、下志津貴音
古河萌々、土浦安未、霞ヶ浦真奈、勝田東
第3師団
今津日晴、大津翼
福知山凛子、桂瑞穂、宇治彩椛、大久保紗月
八尾巴萌、信太山心瑚
伊丹玲澪、千僧未羽、青野原久遠、姫路咲希
和歌山恵美
第4師団
大村直果、相浦真夏、竹松伊織、対馬まどか
目達原楓
玖珠紫、別府希泉、南別府翔子、湯布院陽葵
福岡千紗、小倉雛子、飯塚椿、久留米聖
第6師団
仙台智香、船岡恵理、霞目ののか、反町蘭、多賀城直葉、大和雪子
福島烈、郡山未冷
神町さくら
第8師団
熊本あおな、健軍サクヤ、高遊原晴子、北熊本六花
都城美陽
川内かの子、国分霧香
第10師団
守山綾音、春日井樹、豊川かるら
明野菜摘、久居真津梨
岐阜歩見
富山ひみ子
金沢香林
鯖江静香
第12旅団
宇都宮琉璃
相馬原未咲、新町かんな
松本亜衣璃
新発田渚、高田沙織
第13旅団
米子美保
出雲八重
日本原一葉、三軒屋廻流
海田市アキ子
山口桜映
第14旅団
徳島沙南、北徳島いろは
善通寺琴
松山実果
高知夜明

#### 武器娘
ヘリコプター
AH-1S、AH-64D(AMTRS)、AH-64D、AH-1W、AH-1Z ヴァイパー、OH-1改(第3対戦車ヘリコプター隊)、OH-1、PAH-1、PAH-2、A129、Mi-28、Ka-52 アリガトール、武直10 霹靂火、武直19 黒旋風、アパッチ AH Mk1、AH-6 キラーエッグ
航空機
F-2
主力戦車
61式戦車、74式戦車、STB-1、90式戦車、10式戦車、レオパルト1(C2/A1)、レオパルト2(A4M CAN、A4スイス仕様、A6、Strv.122、RI、SG)、PT-91、M1エイブラムス(M1A1AIM、M1A2)、M60(マガフ6B、CM-11、A2)、センチュリオン、コンカラー、チーフテン、AMX-30、C-1 アリエテ、メルカバ、T-90（ロシア仕様、S、S(ベトナム人民陸軍)）、T-72B3、VI号戦車(ティーガーⅠ・Ⅱ型)、T-84U、チャレンジャー2（Eデザートチャレンジャー、Mk.2 ブラックナイト）、AMX-56 ルクレール、ルクレール（AZUR）、トロピック・ルクレール、VT1-2フェアズーフストレーガー、MBT-70(AMTRS)、T-72M1モデルナ、オリファントMk.1B、96式主戦坦克、99式主戦坦克、T-64B1M、PT-17、ラムセス2世
重戦車
AMX 50B、M103A2ガンタンク
中戦車
M4シャーマン(M4A3E8中戦車)、三式中戦車、四式中戦車、III号戦車、九七式中戦車改
軽戦車
M24 ATMミサイルチャーフィー、M41軽戦車、Stridsforden 90、Grkpbv 90120、VT-5、AMX-13 T75
空挺戦車
M551シェリダン
自走榴弾砲
74式自走105mm榴弾砲(74HSP)、99式自走155mm榴弾砲(99HSP)、75式自走155mm榴弾砲 203mm自走榴弾砲、19式装輪自走155mm榴弾砲（19HSP）
自走ロケット砲
75式130mm自走多連装ロケット弾発機(75MSSR)、MLRS
自走対空車両
87式自走高射機関砲、M42自走高射機関砲、M19対空自走砲、ゲパルト自走対空砲、SIDAM 25、75mmM51スカイスイーパー、M163 Machbet
装甲・偵察車両
89式装甲戦闘車(AMTRS)、89式装甲戦闘車、87式偵察警戒車、16式機動戦闘車、AAV7、ヴィーゼル、M3ブラッドレー 、AMX-10、チェンタウロ戦闘偵察車、M1128 ストライカーMGS、バイオニクス歩兵戦闘車、F510ウォーリア歩兵戦闘車、ASLAV-25
野砲・榴弾砲
105mm榴弾砲、155mm榴弾砲
その他
60式自走無反動砲、67式30型ロケット弾発射機(R-30) 、78式戦車回収車、88式地対艦誘導弾、オントス、9K720イスカンデル、WPB アンデルス、AMX-30EBG
装備品
73式小型トラック、高機動車、軽装甲機動車、60式装甲車、73式装甲車、96式装輪装甲車、CH-47(J)、75式ドーザ、87式地雷散布装置(UH-1J)、野外炊具1号、野外炊具2号改